# Будьте моей тёщей!
«Будьте моей тёщей!» — советский художественный фильм 1977 года, снятый на Рижской киностудии режиссёром Карлисом Марсонсом.

## Сюжет
Добрый, но не в меру робкий ветеринар из небольшого провинциального городка оказался победителем исторической викторины. Награда — круиз по Балтийскому морю.
Непрактичный Андрис, по дороге в Ригу, едва не попал в неприятную ситуацию сложившуюся вокруг кражи двумя незадачливыми мошенниками старинных бронзовых украшений из провинциального музея.
Но все неприятности были компенсированы появлением в его жизни Инги — молодой женщины, с матерью и дочерью которой доктор познакомился в родном городе, перед своим отъездом в столицу.

## В ролях
- Евгений Иванычев — Андрис
- Мирдза Мартинсоне — Инга
- Солвите Линде — Вита
- Вилма Мелнбарде — бабушка
- Улдис Ваздикс — первый жулик
- Эдгар Лиепиньш — второй жулик
- Юрис Стренга — трубочист
- Карлис Себрис — майор милиции
- Янис Куплайс — капитан милиции
- Эдмундас Фрейбергас — лейтенант милиции
- Мартыньш Вердыньш — следователь
- Артур Калейс — фельдшер Арвидс
- Юрис Леяскалнс — главврач
- Артур Димитерс — швейцар
- Эдуард Павулс — директор музея
- Дзидра Ритенберга — администратор гостиницы
- Марина Краузе — Анда
- Мара Звайгзне — медсестра
- Эвалдс Валтерс — Альберт
- Миервалдис Озолиньш — брат Альберта
- Петерис Васараудзис — Карлис
- Юрис Лавиньш — Янис
- Арнита Яунземе — проводница
- Вайронис Яканс — посетитель

## Съёмочная группа
- Автор сценария: Генрих Рябкин
- Режиссёр-постановщик: Карлис Марсонс
- Оператор-постановщик: Зигурдс Витолс
- Композитор: Раймонд Паулс
- Художник-постановщик: Андрис Меркманис
- Звукооператоры: В. Лычёв, З. Гейстартес
- Монтажёр: А. Лейманис
- Режиссёры: С. Бердичевский, В. Озере
- Оператор: М. Меднис
- Художник по костюмам: Е. Талена
- Художник по гриму: М. Пурвите
- Редактор: О. Кубланов
- Музыкальный редактор: Николай Золотонос
- Директор: Висвалдис Саулитис

## Технические данные
- Цветной
- Широкий экран
- 8 частей
- 2145,6 метра